# 平松範忠
平松 範忠（ひらまつ のりただ）は、幕末の公家。平松家出身であったが、平松時門の次男（御厄介）であったため、西園寺家には家来同然のように扱われるなど、正式に平松家の人間として扱われることは少なかった。葛野式部や若江範忠とも。

## 概要
天保11年（1840年）に、当時の大典侍・勧修寺徳子によって稚児に命じられ、成長して退身してからは石清水八幡宮の坊官となり、その後還俗して平松家の「御厄介」となった。その後は「葛野式部」を名乗った。葛野姓は、西洞院時良の次男・勝成が称した氏である。
明治5年（1872年）8月5日には若江量長の養子となっている。しかし範忠は放蕩無頼の性格であり、若江薫子に虐待を加えるなどしたほか、明治7年（1874年）頃には米穀商の経営を失敗して破産宣告を受けた。
明治16年（1883年）10月18日、殿掌に任命された。